# Мэриан Марш
Мэриан Марш (англ. Marian Marsh; 17 октября 1913, Тринидад — 9 ноября 2006, Палм-Дезерт, Калифорния) — американская киноактриса, позднее — защитница природы.

## Биография
Вайолет Этерлед Краут (настоящее имя актрисы) родилась 17 октября 1913 года в Тринидаде и Тобаго. Отец — немец, производитель шоколада; мать — наполовину француженка, наполовину англичанка; старший брат и две старшие сестры. Вскоре после рождения Вайолет, семья переехала в США, в город Бостон (штат Массачусетс), так как глава семьи решил, что там им будет безопаснее во время войны. В 1924 году они снова переехали, в Голливуд (штат Калифорния), потому что их дочь Зигфрида (1907—1998) заключила контракт на съёмки с киностудией FBO.Зигфрида взяла себе актёрский псевдоним Джинн Морган, но позднее поменяла его на Джин Фенуик. Брат Вайолет, Энтони (1912—1974; тоже взял псевдоним Марш), стал киноактёром эпизодических ролей.
В Лос-Анджелесе Вайолет окончила Голливудскую старшую школу. Она познакомилась с актрисой Нэнс О’Нил, которая, разглядев в девушке талант, предложила той свои уроки ораторского искусства и телодвижений. Так, с помощью О’Нил и своей сестры, девушка с 1930 года начала сниматься в кино, сначала под псевдонимом Мэрилин Морган (киностудия Pathé), а затем — Мэриан Марш (киностудия Warner Bros.) В августе 1931 года Марш стала одной из 13 финалисток конкурса WAMPAS Baby Stars, после чего количество предложений о съёмках заметно увеличилось: за десять лет, с 1931 по 1941 год она появилась в 36 кинофильмах. В большинстве из них актриса играла главные роли, но сами по себе это были, в основном, проходные ленты, не оставившие особого следа в истории кино. В 1930—1932 годах была связана контрактом с Warner Bros., после чего стала фрилансером и на два года уехала в Европу, где за это время снялась в нескольких английских, французских и немецких лентах. В 1935—1937 годах работала на Columbia Pictures, после чего до конца карьеры снова была фрилансером. В 1942 году актриса родила первенца и снялась в своей последней картине, после чего её кинокарьера была окончена (в 1958 году она появилась в небольшой роли одного эпизода сериала «Отец-холостяк», но там даже её имя было указано с ошибкой: Мэрион).
У Марш было довольно узкое амплуа: в основном она играла юных наивных деликатных красавиц с широко распахнутыми глазами, которым угрожали распутные персонажи. Это помешало её полноценному раскрытию как актрисы и способствовало раннему завершению карьеры.
В 1960-х годах Марш основала некоммерческую волонтёрскую организацию «Красивая пустыня», которая занималась, в основном, посадкой пальм. Бывшая актриса оставалась активной защитницей природы почти до конца жизни.
Мэриан Марш скончалась 9 ноября 2006 года от остановки дыхания в своём доме в городе Палм-Дезерт. Похоронена актриса на кладбище Дезерт Мемориал Парк в городе Катидрал-Сити.

### Личная жизнь
Первым мужем Марш стал биржевой брокер Альберт Скотт, брак с которым был заключён 29 марта 1938 года. От этого брака Марш имела двоих детей: дочь Кэтрин Мэри Скотт (1942—2018) и сына Альберта Скотта-мл. (1944—2014). В 1959 году супруги развелись.

Второй муж — Клифф Хендерсон (1895—1984), управляющий директор «Национальных воздушных гонок» (1928—1939), с которым она была знакома ещё с начала 1930-х годов. Брак был заключён 7 сентября 1960 года и продолжался 23 с половиной года до самой смерти мужа. Детей от второго брака у Марш не было.

## Избранная фильмография
- 1930 — Ангелы ада / Hell's Angels — девушка, торгующая поцелуями
- 1930 — Вупи![англ.] / Whoopee! — Гарриетт Андервуд (в титрах не указана)
- 1930 — Озорной флирт[англ.] / The Naughty Flirt — подруга Кэй (в титрах не указана)
- 1931 — Свенгали / Svengali — Трильби O’Фарелл, натурщица
- 1931 — Пять последних звёзд / Five Star Final — Дженни Таунсенд
- 1931 — Безумный гений[англ.] / The Mad Genius — Нана Карлова
- 1932 — Под псевдонимом «Доктор»[англ.] / Alias the Doctor — Лотти Бреннер
- 1934 — Блудный сын[нем.] / Der verlorene Sohn — мисс Лилиан Уильямс
- 1934 — Девушка из Лимберлоста[англ.] / A Girl of the Limberlost — Элнора Комсток
- 1935 — Чёрная комната[англ.] / The Black Room — Тиа Хассел
- 1935 — Преступление и наказание[англ.] / Crime and Punishment — Соня Мармеладова
- 1937 — Великий Гамбини[англ.] / The Great Gambini — Энн Рэндалл
- 1938 — Тюремная медсестра[англ.] / Prison Nurse — Джуди
- 1939 — Пропавшие дочери[англ.] / Missing Daughters — Джози Ламонт
- 1941 — Убийство по приглашению[англ.] / Murder by Invitation — Нора О’Брайен
- 1942 — Дом ошибок[англ.] / House of Errors — Флоренс Рэндалл
- 1958 — Отец-холостяк[англ.] / Bachelor Father — Мэри Финлеттер (в эпизоде Bentley and His Junior Image)

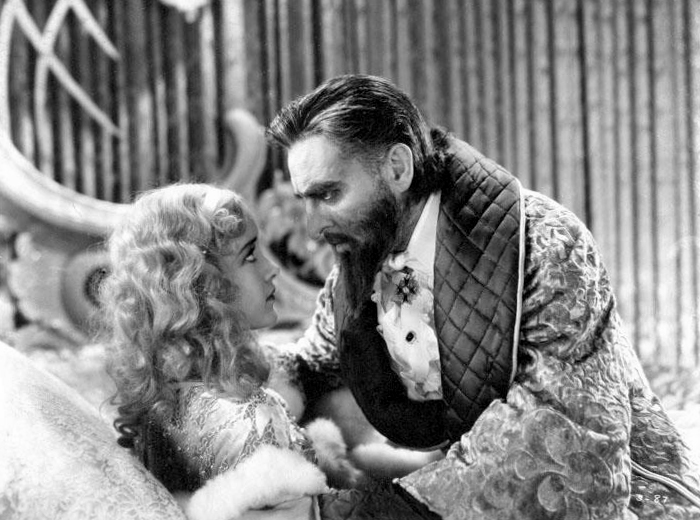
С Джоном Берримором в фильме «Свенгали» (1931)
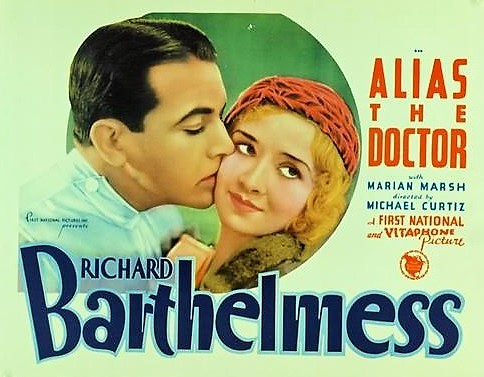
С Ричардом Бартелмессом на постере фильма «Под псевдонимом „Доктор“[англ.]» (1932)
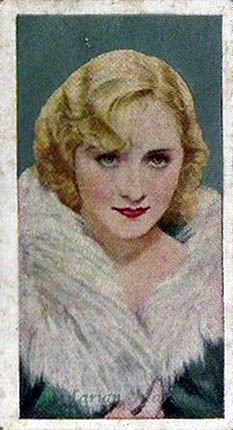
На сигаретной карточке, 1934 год
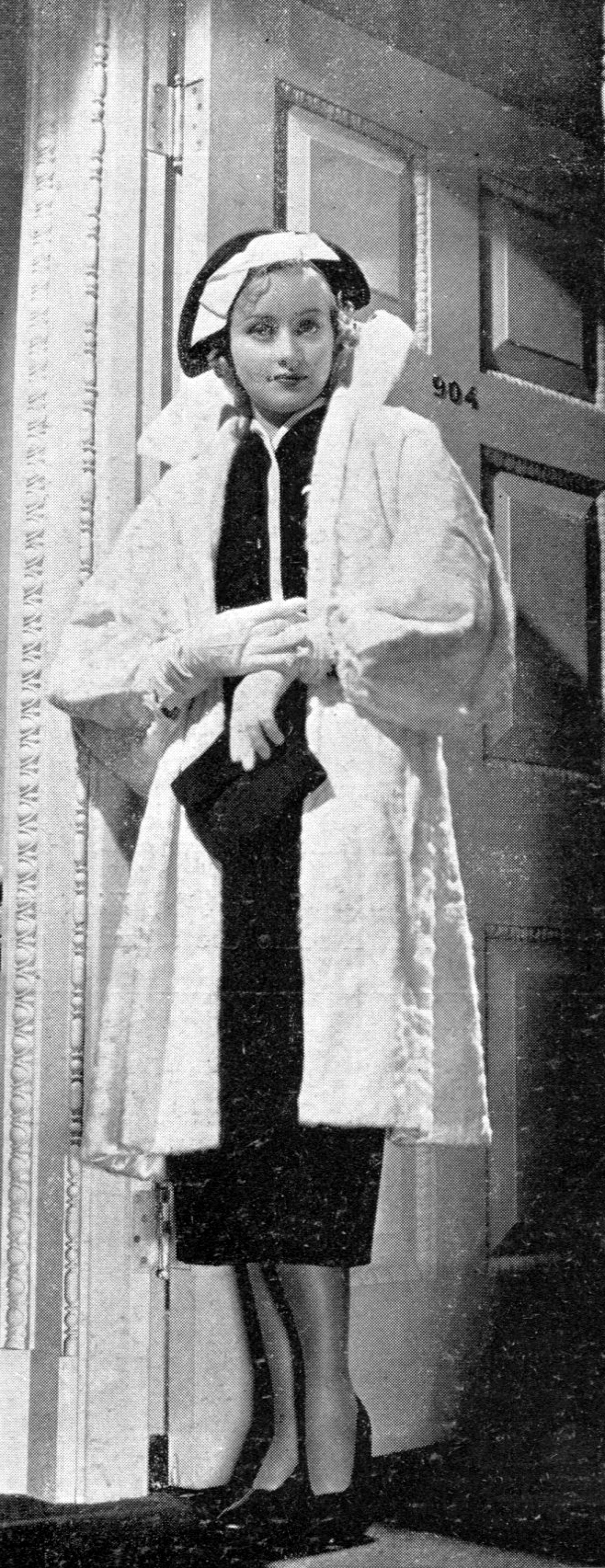
Фото 1936 года